# Cyphothyris
Cyphothyris é um gênero de traça (Portugal) ou mariposa (Brasil), pertencente à família Cosmopterigidae.